# NGC 5919
NGC 5919 is een elliptisch sterrenstelsel in het sterrenbeeld Slang. Het hemelobject werd op 30 maart 1887 ontdekt door de Amerikaanse astronoom Lewis A. Swift.

## Synoniemen
- ZWG 94.144
- NPM1G +07.0380
- PGC 54826